# Список дипломатических миссий Гренады

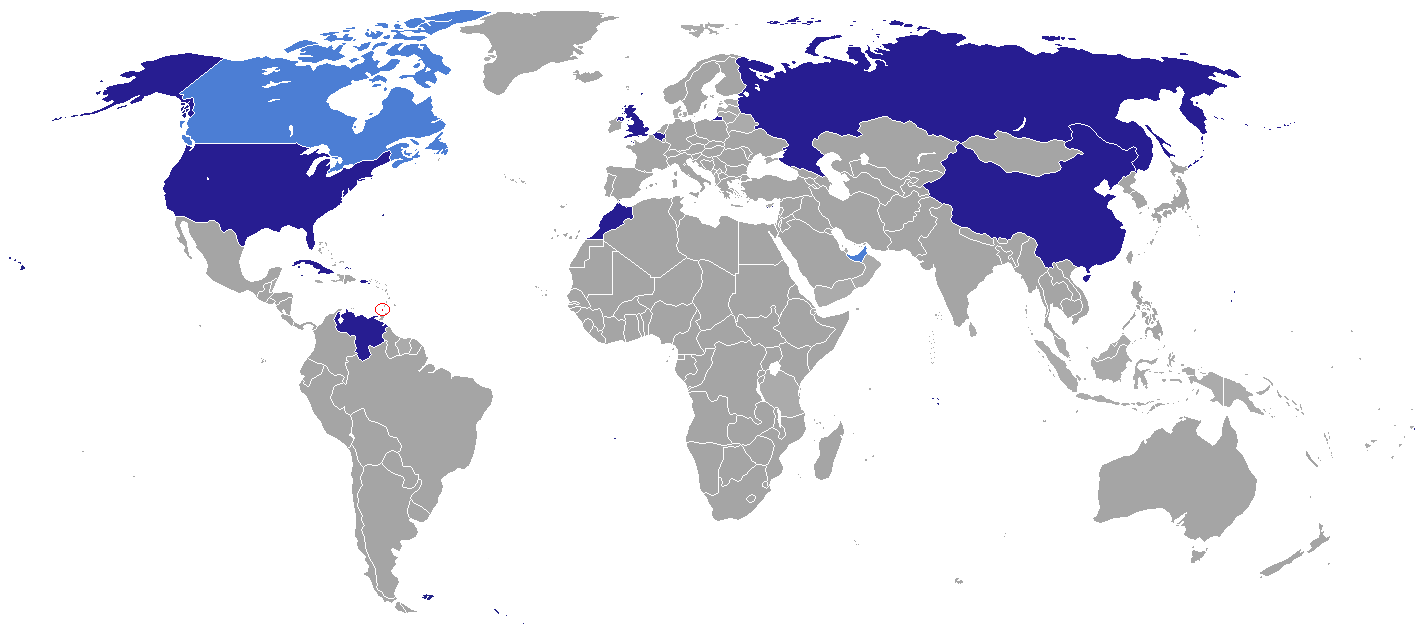
Место нахождения дипломатических миссий Гренады:
Гренада
Посольство или Высший Комиссариат

Список дипломатических миссий Гренады — островное восточнокарибское государство Гренада имеет ограниченное количество дипломатических представительств за рубежом. Гренада является членом Британского содружества и в других странах-членах этой организации посольства Гренады возглавляет «высший комиссар» в ранге посла.

## Азия
- Китайская Народная Республика
  - Пекин (посольство)

## Европа

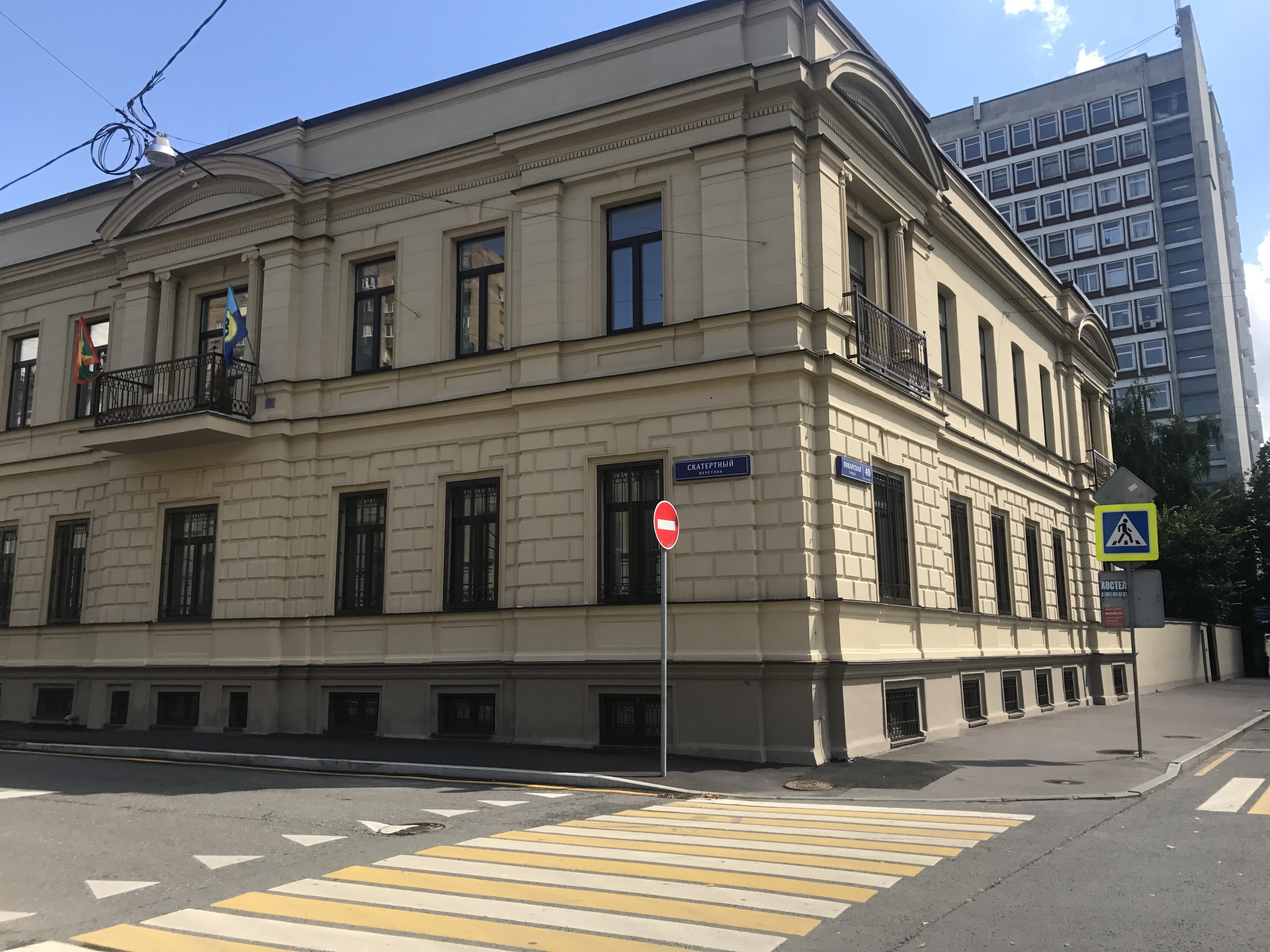
Посольство Гренады в Москве

- Бельгия
  - Брюссель (посольство)
- Россия
  - Москва (посольство)
- Великобритания
  - Лондон (высший комиссариат)

## Северная Америка
- Канада
  - Оттава (высший комиссариат)

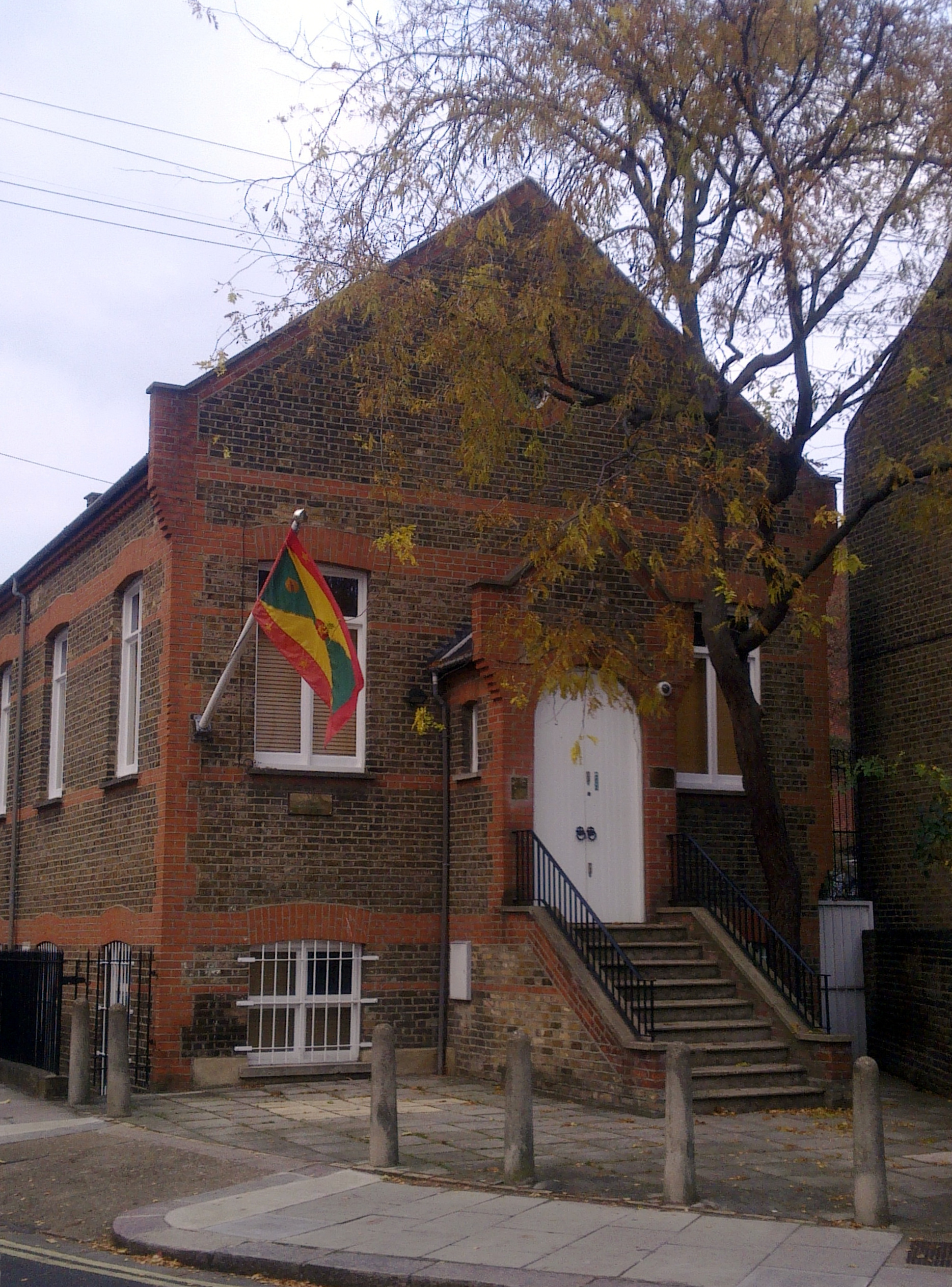
Высший Комиссариат Гренады в Лондоне

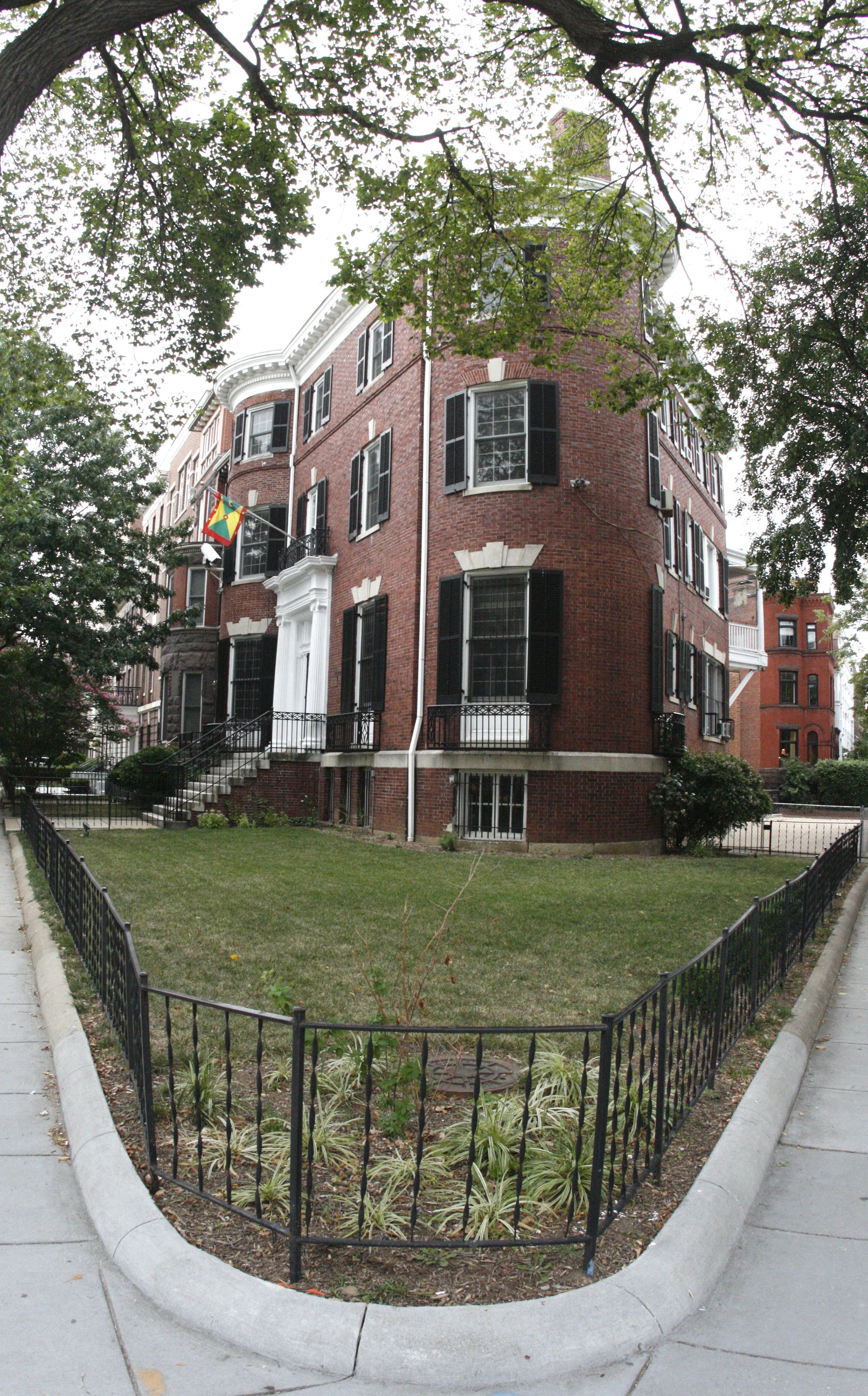
Посольство Гренады в Вашингтоне, США

  - Торонто (генеральное консульство)
- Куба
  - Гавана (посольство)
- США
  - Вашингтон (посольство)
  - Нью-Йорк (генеральное консульство)
  - Майами (генеральное консульство)

## Южная Америка
- Венесуэла
  - Каракас (посольство)

## Международные организации
- Европейский союз
  - Брюссель (миссия при ЕС)
- Организация Объединённых Наций
  - Женева (постоянное представительство при учреждениях ООН)
  - Нью-Йорк (постоянное представительство при ООН)
- Организация американских государств
  - Вашингтон (постоянное представительство при ОАГ)